# Assurini

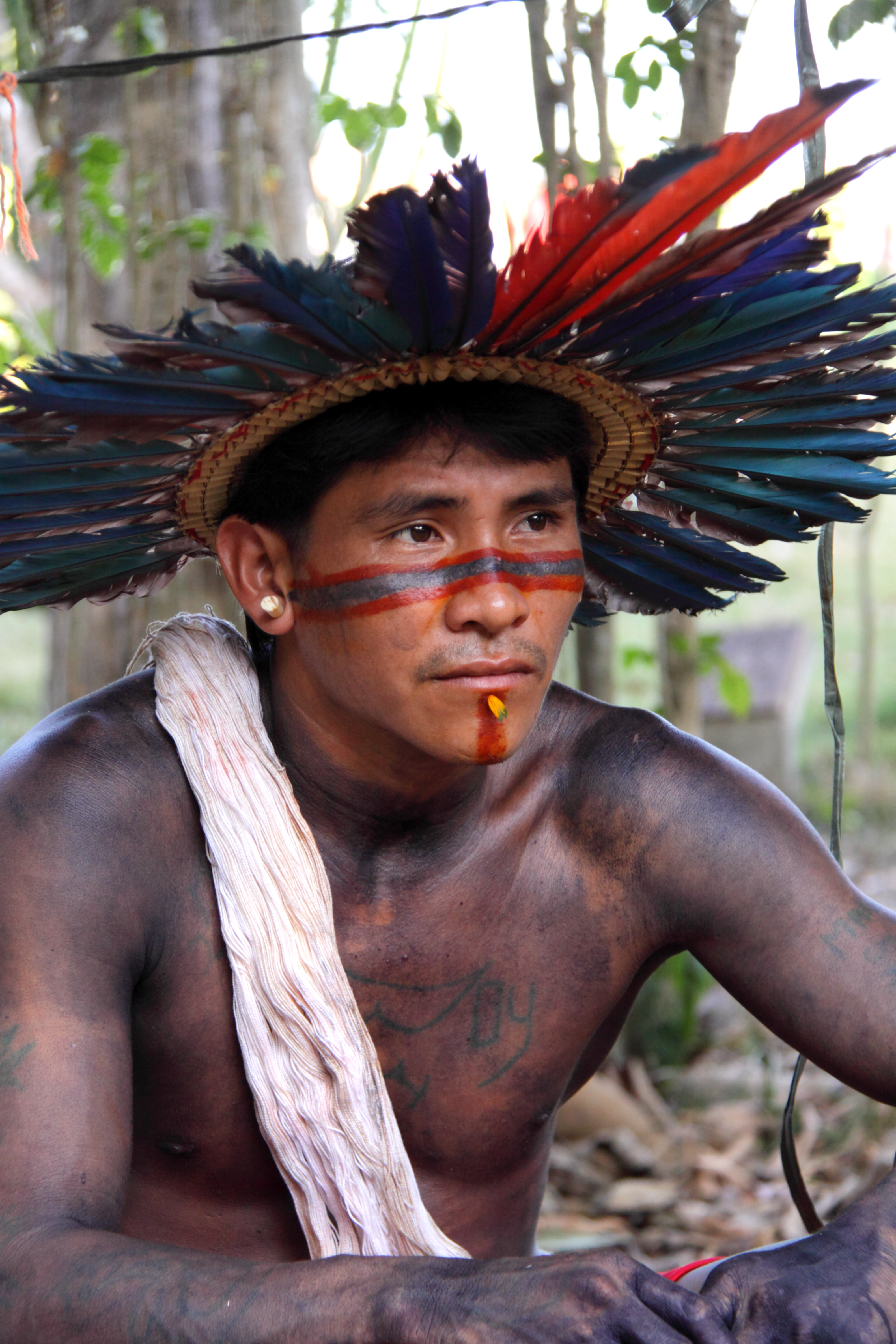
Un membre du peuple Assurini

Les Assurinis (également orthographié Akuáwa-Asurini, Assuriní, Akwaya, Huriní, Suriní ou encore Uriní) sont un peuple indigène du Brésil résidant sur les bords de la partie inférieure de la rivière Rio Tocantins près de la ville de Tucuruí.

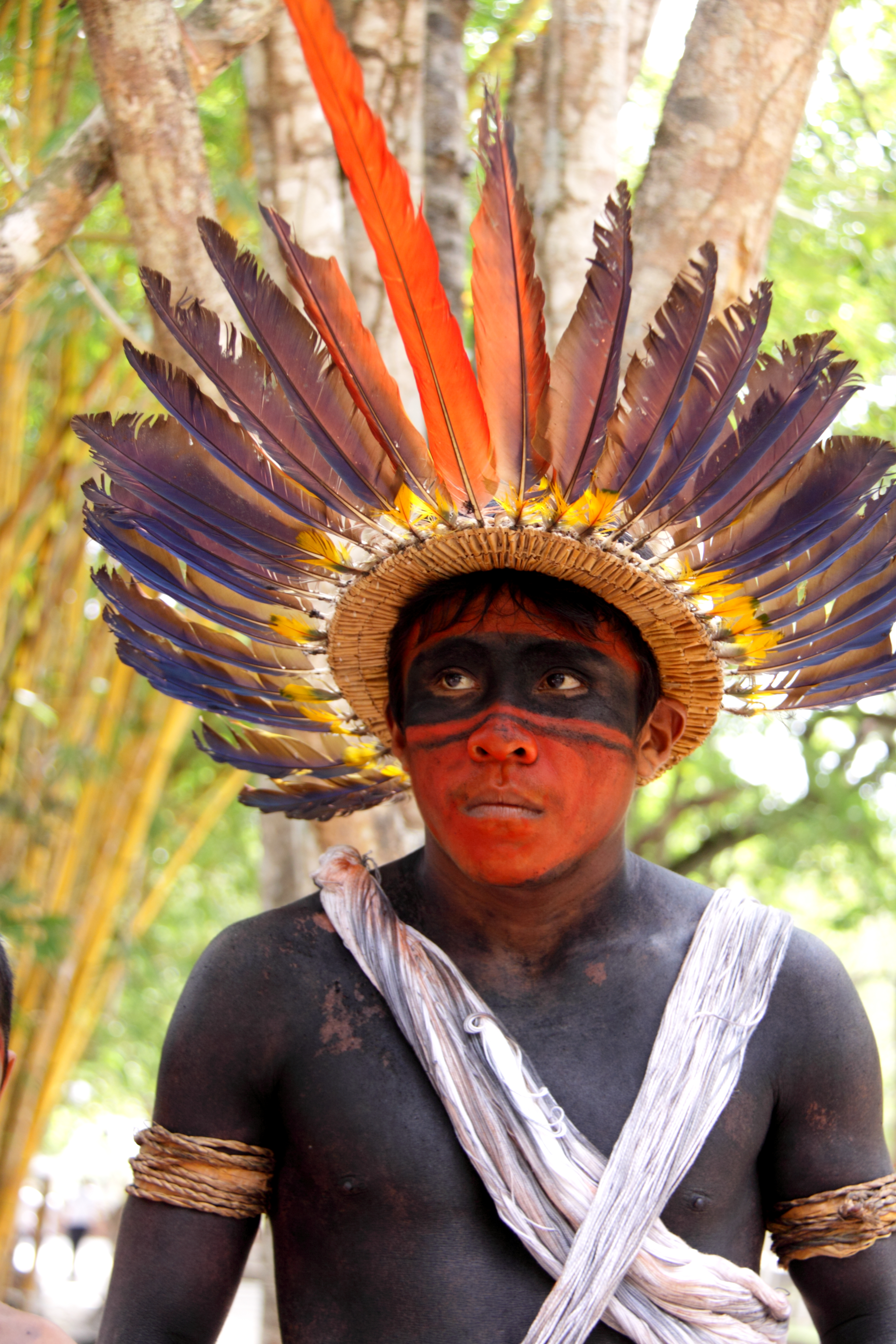
Un membre du peuple Assurini

Traditionnellement, le Asurinis vivaient en petits groupes indépendants. Chaque groupe occupait une grande maison communale. Le chaman était souvent aussi le chef de la tribu. Tous les membres masculins d'un groupe appartenaient à la même lignée paternelle.

## Langue
Les Assurinis de Tocantins parlent une langue appelé Xingú Asurini (Asurini du Xingu) de la famille tupi-guarani. Aujourd'hui, la plupart d'entre eux parlent aussi le portugais. Les jeunes perdent de plus en plus l'usage de la langue et parlent presque exclusivement le portugais.
Une partie de la population parle uniquement le Xingú Asurini.

## Culture
Le manioc amer était l'aliment de base des assurinis avant les échanges avec l’extérieur , mais ils cultivaient également des patates douces, des ignames , du maïs , des bananes, de la canne à sucre , du tabac et du coton.
Les rituels chamaniques asurinis sont connus sous le nom "pajelança" (chamanisme en portugais). L'ensemble du groupe se mobilise et la plupart des hommes participent à ces rituels en compagnie du chaman. Ce dernier prépare le breuvage rituel aidés par des assistants et accompagné par les chansons. Le chamanisme asurini comprend deux types de rituels : le maraka (chant et de danse) et petymwo (massage et fumigation).

## Population
Une partie des Asurinis ont été tués lors des conflits avec les Kayapós ou les Arawetés, Les femmes et les enfants ont également été prises en captivité durant cette période.
| Date | Population    |
| ---- | ------------- |
| 1971 | 100 (environ) |
| 1994 | 224           |
| 2001 | 303           |
| 2010 | 466           |